# Hexatoma (Eriocera) glabricornis
Hexatoma (Eriocera) glabricornis is een tweevleugelige uit de familie steltmuggen (Limoniidae). De soort komt voor in het Oriëntaals gebied.